# Hadrian Daicoviciu
Hadrian Daicoviciu (n. 11 octombrie 1932, Cluj, România – d. 8 octombrie 1984, Cluj-Napoca, România) a fost un arheolog și istoric român, fiul istoricului Constantin Daicoviciu. Și-a făcut studiile secundare la Sibiu și Cluj, iar pe cele universitare la Facultatea de Istorie din Kazan, U.R.S.S. în perioada anilor 1951-1953 și la cea din Cluj în 1953-1955.
A obținut titlul științific de doctor în istorie. A fost profesor universitar, membru al Societății de Studii Clasice și al Uniunii Internaționale de Științe pre- și protoistorice și director al Muzeului de Istorie al Transilvaniei și al Institutului de Arheologie din Cluj-Napoca.
S-a remarcat ca epigrafist, fiind specializat în istoria antichității. El a depus o muncă susținută de cercetare dedicată aproape exclusiv istoriei Daciei dinainte și după cucerirea romană. Este autor a mai multor lucrări despre istoria și cultura dacilor. A obținut premiul „Vasile Pârvan“ al Academiei Române în anul 1965.

## Lucrări publicate
- Sarmizegetusa: Cetățile și așezările dacice din Munții Orăștiei (Ed. Meridiane, 1960) - împreună cu Constantin Daicoviciu
- Crestomație pentru istoria universală veche : Pentru uzul studenților din facultățile de istorie (EDP, 1962) - coautor
- Ulpia Traiana: Sarmizegetusa romană (Ed. Meridiane, 1962; reeditat în 1966) - împreună cu Constantin Daicoviciu
- Dacii (Ed. Științifică, 1965; reeditată Ed. pentru literatură, 1968; Ed. Enciclopedică Română, 1972; Ed. Hyperion, Chișinău, 1991)
- Columna lui Traian (Ed. Meridiane, 1966; reeditată 1968) - împreună cu Constantin Daicoviciu
- Istoria României. Manual pentru clasa a XII-a (EDP, 1968; reeditat în 1971) - coautor
- Istoria României: Compendiu (EDP, 1969; reeditat în 1971) - coautor
- Histoire de la Roumanie des origines a nos jours (Editions Horvath, 1970) - coautor
- Dacia de la Burebista la cucerirea romană (Ed. Dacia, Cluj, 1972)
- Dicționar enciclopedic de artă veche a României (Ed. Științifică și Enciclopedică, 1980) - coautor
- Probleme fundamentale ale istoriei României: Manual și crestomație (1983; reeditat în 1987) - coautor
- Colonia Ulpia Traiana Augusta Dacica Sarmizegetusa (1984) - coautor
- Națiunea română: Geneza, afirmare, orizont contemporan (1984) - coautor
- Portrete dacice: Dromichaites, Burebista, Deceneu, Decebal (1984)
- Istoria militară a poporului român. Vol. 1: Din cele mai vechi timpuri până în secolul al XIV-lea (1984) - coautor
- Cetăți și așezări dacice în sud-vestul Transilvaniei (1989) - coautor
- Istoria României de la începuturi până în secolul al VIII-lea (EDP, 1995) - coautor